# 볼륨 라이선스

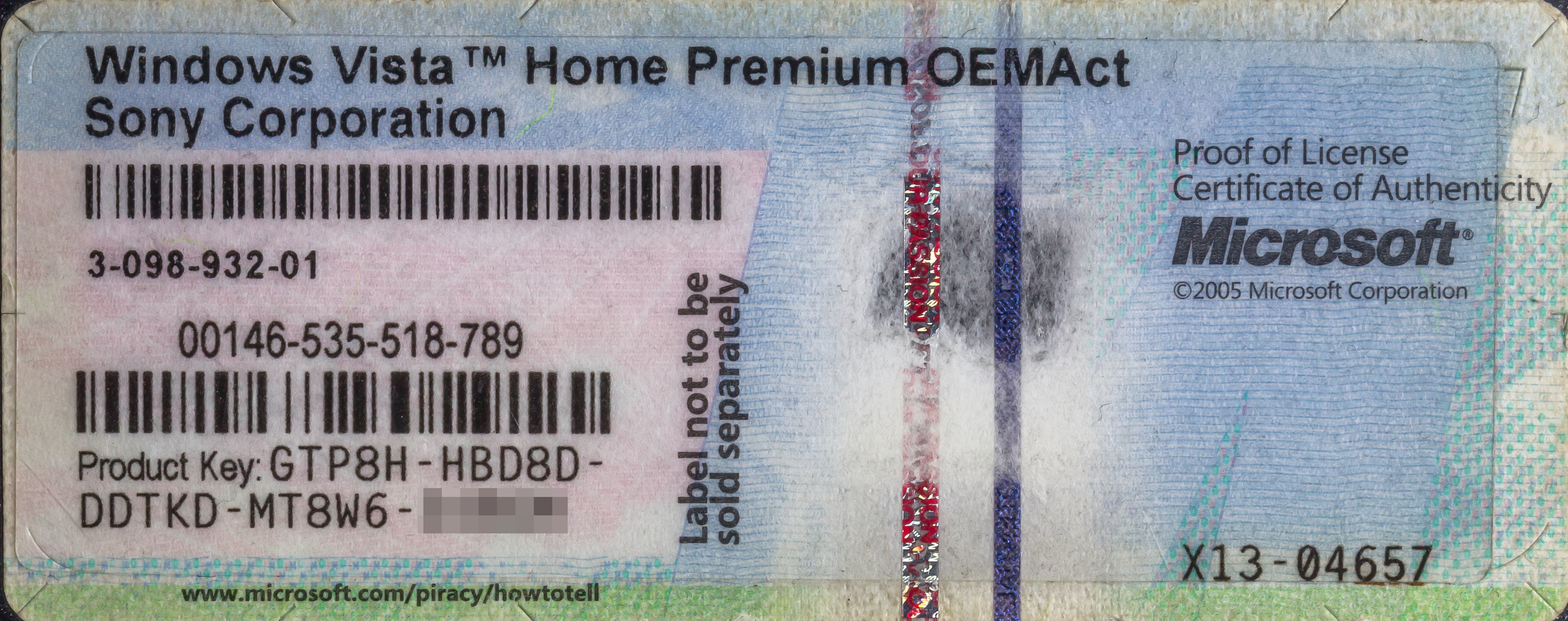
윈도우 비스타 홈 프리미엄의 제품키. (일부는 가려져 있음)

볼륨 라이선스(volume license)는 하나의 컴퓨터 프로그램을 수많은 컴퓨터나 사용자가 사용할 권한을 주는 라이선스이다. 볼륨 라이선스 키(volume license key, VLK)는 소프트웨어 라이선스에서 대량으로 라이선스되는 소프트웨어를 설치할 때 사용되는 제품 키를 가리키며, 하나의 제품 키를 가지고 여러 군데에 설치할 수 있게 한다.
이러한 형태의 라이선스는 일반적으로 기업체, 정부, 교육기관을 위해 적용되며, 볼륨 라이선스의 가격은 종류, 수량, 관련 구독 조항에 의거하여 달라진다. 이를테면 볼륨 라이선스 프로그램을 통해 사용할 수 있는 마이크로소프트의 소프트웨어로는 윈도우 XP, 윈도우 비스타, 윈도우 7 엔터프라이즈, 윈도우 8 엔터프라이즈, 윈도우 서버 2008, 마이크로소프트 오피스 2003, 마이크로소프트 오피스 2007 등이 있다.

## MAK과 KMS
윈도우 비스타를 기점으로, 마이크로소프트는 기존의 VLK를 MAK(Multiple Activation Keys)과 KMS(Key Management Server) 키 방식으로 변경하였다. 이는 VLK가 정품 인증 횟수에 제한이 있었지만 정품 인증 횟수를 초과해도 정품 인증이 가능했기 때문에 학교나 기업 등에서 유출된 VLK가 윈도우 XP와 마이크로소프트 오피스 2003, 마이크로소프트 오피스 2007의 불법 복제에 악용되었기 때문이다. MAK은 VLK와 달리 정품 인증 횟수를 초과하면 자동으로 제품키가 차단되고 정품 인증이 해제된다. KMS는 학교나 기업 내에 있는 키 서버를 통해 제품을 인증하는 방식으로, KMS를 통해 활성화된 호스트들은 180일마다 키 서버에 보고하여야 한다.